# Claude Germon
Pour les articles homonymes, voir Germon.
Claude Germon, né le 2 mai 1934 au Grand-Quevilly, est un homme politique français. Membre du Parti socialiste, il est député de la troisième puis de la sixième circonscription de l’Essonne et maire de Massy.

## Biographie
Claude Germon est né le 2 mai 1934 au Grand-Quevilly (Seine-Maritime),.
Claude Germon est inspecteur des impôts. Syndicaliste de la Fédération des Finances CGT, il est rédacteur en chef de l'organe officiel de la CGT, Le Peuple de 1973 à 1978, .
Claude Germon est maire de Massy de 1974 à 1995 et député de l’Essonne de 1981 à 1993.
Il est considéré comme le « découvreur » de Jean-Luc Mélenchon : après l’avoir remarqué, il en fait son directeur de cabinet à la mairie en 1978 puis son adjoint à la Jeunesse en 1983,. En 1988, il se fait remarquer après avoir fait imprimer des affiches intitulées « Mitterrand évidemment » avant même la candidature du président sortant à un second mandat.
Claude Germon est élu député de l’ancienne troisième circonscription de l’Essonne le 21 juin 1981 pour la VIIe législature. Lors de l’élection législative de 1986 organisée au scrutin proportionnel sur une unique circonscription départementale, Claude Germon est élu député le 16 mars 1986 pour la VIIIe législature. Il est réélu le 12 juin 1988 député de la nouvelle sixième circonscription de l’Essonne pour la IXe législature, il conserve son poste jusqu’au 1er avril 1993.
Claude Germon devient maire de Massy en 1974 à la suite de Michel Aubert, il conserve son siège jusqu’aux élections municipales de 1995.
Claude Germon est à l’initiative du développement du pôle multimodal de Massy et notamment la construction de la gare de Massy TGV inaugurée en 1991. En 1993, il a porté la création de l’Opéra de Massy, au cœur d’un grand ensemble d'habitations, engageant d’importantes dépenses pour la commune (172 000 000 francs) pointées par la Cour des comptes. Il est à l’origine de l’idée de créer le Festival international du cirque de Massy. En 1991, Claude Germon qui a porté la candidature de Massy pour accueillir le « Grand Stade parisien » est finalement mis en minorité par le conseil municipal. En 1992, il est publiquement mis en cause par la ministre du logement et député-maire d’Athis-Mons Marie-Noëlle Lienemann (PS) pour sa mauvaise gestion urbanistique de la commune.
En 1993, Claude Germon est inculpé par le juge Renaud Van Ruymbeke pour trafic d'influence aggravé à la suite de fausses factures et commissions perçues par la SAGES, un bureau d’études proche du Parti socialiste, dans le cadre d'aménagements immobiliers à Massy, plus connue sous l’appellation « Affaire Urba »,,.